# Grube Frühling
Die Grube Frühling war eine Buntmetallerz-Grube im Erzrevier Bensberg im Ortsteil Bleifeld von Rösrath im Rheinisch-Bergischen Kreis. 

## Geschichte
Das Zechenbuch der Grube Lüderich für die Zeit von 1837 bis 1858 trägt auf der Umschlagseite die Beschriftung „Fahrbuch der Bleierzgrube Lüderich & Frühling“. Die erste Eintragung datiert vom 24. April 1837 und erwähnt, dass die „Gewerkschaft der auf Muthung bauenden Gruben Cerres, Frühling, Sommer, Herbst, Winter und der Muthung Rothenbach“ zusammengetreten ist, um den Gangzug über den Lüderich zu besichtigen. Das Datum ist gleichbedeutend mit der Konsolidation der Grube Lüderich mit den einzelnen Grubenfeldern.

## Betrieb und Anlagen
In der Umgebung des Hauses Zum Frühlingschacht 58 gibt es sehr viele größere und kleinere Pingen, die aus dem 13. Jahrhundert stammen. Sie stehen damit im Zusammenhang mit dem Bergbau „um das Jahr 1250“, den der Erzbischof Konrad von Hochstaden betrieben haben soll, um auf diese Weise Mittel für den Bau des Kölner Doms zu gewinnen. In späterer Zeit wurde die Grube Frühling über einen Stollen betrieben, den so genannten Frühlingstollen. Am 8. September 1838 brachte man den Frühlingschacht – auch als Südschacht bekannt – nieder, um das Feld aufzuschließen und dadurch gleichzeitig den Frühlingstollen zu bewettern. Das oben abgebildete Fachwerkhaus war das zum Schacht gehörende Maschinenhaus. Später wurde der Südschacht weiter nach Südosten verlagert. Ab jetzt wurde das Maschinenhaus als Steigerhaus verwendet.